# Roman Nose
Ne doit pas être confondu avec Henry Roman Nose.
Roman Nose ou Hook Nose (Nez Busqué en français ; Woo-ka-nay ou Woqini en cheyenne), né vers 1835, mort le 17 septembre 1868, était un guerrier cheyenne, l'un des plus estimés de son peuple dans les années 1860. Appelé Sautie (la chauve-souris) quand il était jeune, on lui donne ensuite le nom guerrier de Woqini (le Nez Arqué ou Boucle de Nez), que les Américains traduisirent par Roman Nose (expression anglaise  qui signifie « nez aquilin »).
Considéré comme invincible, ce guerrier féroce a instauré la crainte chez ses ennemis et s'est distingué dans la bataille à tel point que l'armée américaine l'a pris pour le chef de toute la nation Cheyenne. Après le massacre de Sand Creek en novembre 1864, Roman Nose devient une figure principale, menant des représailles contre les Blancs dans la vallée de la Platte (Nebraska), dans le Kansas occidental et des territoires à l'Est du Colorado. L'auteur et médecin américain d'origine sioux, Charles Eastman, a écrit de Roman Nose : « Peut-être aucun autre guerrier n'avait attaqué plus de Blancs le long de l'Oregon entre 1860 et 1868. »
Contrairement au mythe populaire, Roman Nose n'a jamais été chef, un « Dog Soldier », ou le leader d'aucune des six tribus militaires cheyennes. Connu parmi tous ces derniers comme un grand guerrier, sa réputation parmi les Blancs a inspiré une certaine hostilité entre les armées cheyenne et américaine. Physiquement imposant, on peut noter plusieurs références historiques qui parlent de ses prouesses d'intimidation. Isaac Coates, le chirurgien du général Winfield S. Hancock, a observé une confrontation verbale entre le général et Roman Nose à l'extérieur de Fort Larned en avril 1867. Coates a écrit dans son journal : « de tous les chefs, Roman Nose attirait le plus d'attention. Il est un des spécimens les plus excellents, physiquement, de sa race. Il fait environ 6 pieds de haut [1 mètre 83],  bien bâti avec un grand corps et des membres musclés. Son apparence, décidément militaire, était renforcée à cette occasion, puisqu'il endossait l'uniforme d'un général dans l'armée. Il portait une carabine Spencer à sept coups accrochée au côté de sa selle, quatre grands Navy Revolver à sa ceinture et un arc, déjà tendu avec des flèches, dans sa main gauche. Ainsi armé et monté sur son excellent cheval, il représentait le dieu de la guerre ; et sa manière d'être montrait simplement qu'il ne se souciait guère que nous parlions ou combattions… »
Membre de la Crooked Lance Warrior Society (Société des Guerriers de la Lance Courbe) et Cheyenne du Nord, Roman Nose s'est opposé au traité[Lequel ?] avec le gouvernement américain tandis que d'autres leaders ont demandé la paix. Il est tué par des soldats américains durant la bataille de Beecher Island le 17 septembre 1868 à la rivière Arikaree. On connaît peu sa vie privée.

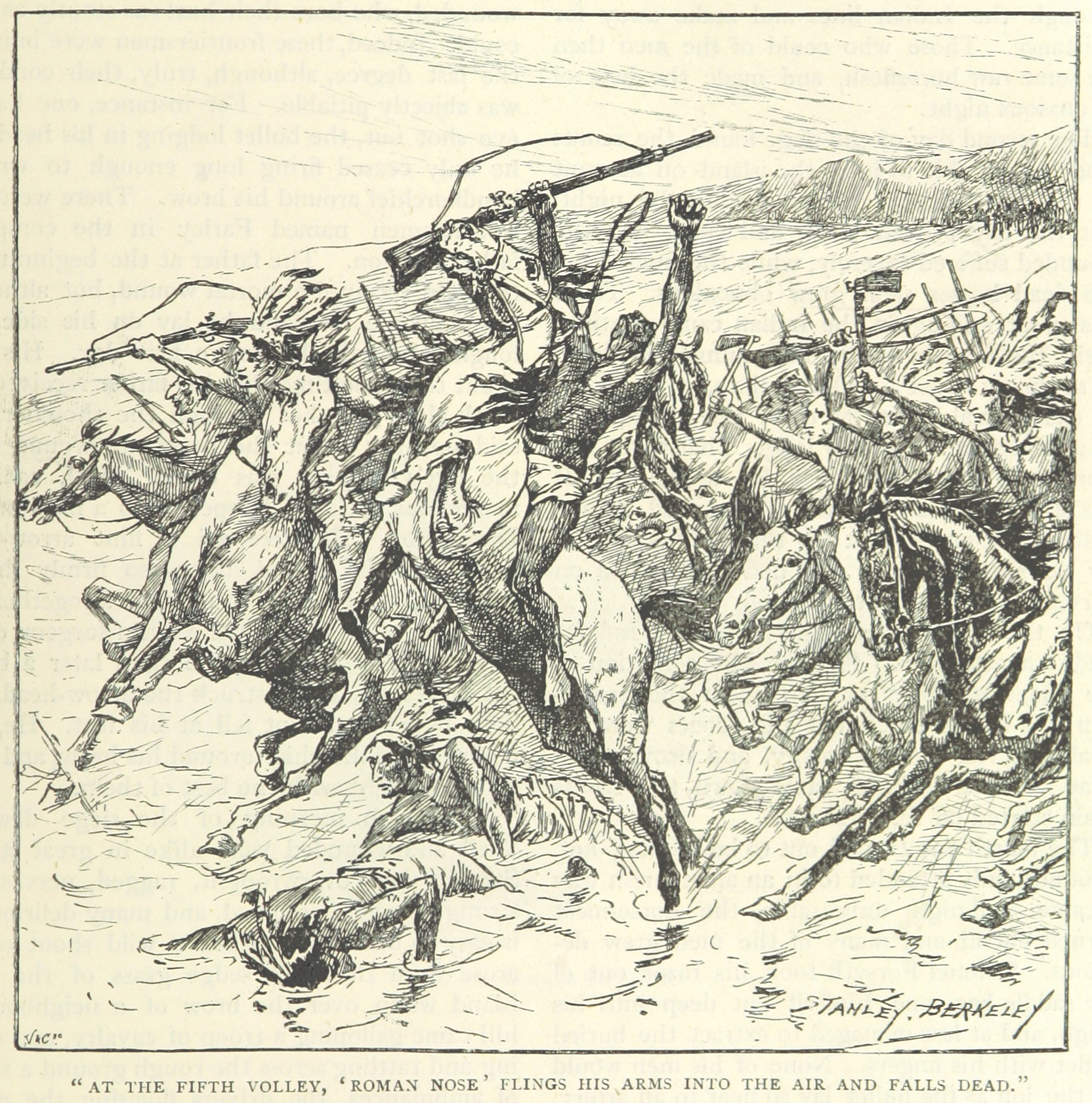
Illustration de la mort de Roman Nose lors de la bataille de Beecher Island.

Une histoire à propos de sa vie est même devenu une légende populaire. Roman Nose possédait une coiffe d'indien complexe qui lui aurait donné des pouvoirs spéciaux. C'est le sorcier White Bull qui le conçut et assura à Roman Nose qu'il ne craindrait plus les balles des Blancs. Comme condition pour la possession de cet objet si puissant, Roman Nose ne pouvait pas utiliser les instruments des Blancs. Avant de se diriger vers la bataille, Woqini devait manger de la viande. À son insu, une squaw piqua la viande avec une fourchette de fer, un instrument de Blancs. En partant pour la bataille, il en a été mis au courant, mais n'avait pas le temps d'exécuter la cérémonie purificatrice nécessaire. Il préféra ne pas y participer et observer la bataille de loin, ce qui lui valut d'être fortement réprimandé par les autres guerriers. Le lendemain, Roman Nose fut tué dans le dos non loin de cet endroit pendant un assaut sur Beecher Island.